# 郭济
郭济（1935年4月—），男，山西人，中华人民共和国政治人物。中共十四大和十五大代表，第九届全国政协委员和全国政协提案委员会委员。

## 生平
1951年起任中共中央华北局干事和国务院机关事务管理局科员、科长、处长、副局长，1990年任国务院机关事务管理局局长、党组书记。1997年到2008年，任中国行政管理学会会长，同时兼任全国机关事务工作协会名誉会长。他还曾任北京大学、中国人民大学、中山大学、华中科技大学兼职教授和客座教授。2003年获美国行政学会“美中学术交流杰出贡献奖”。

## 著作
- 《行政管理与行政改革》
- 《新时期机关事务管理的理论研究与实践》
- 《中国行政管理研究》
- 《周恩来行政管理思想与政府建设》
- 《邓小平行政管理思想概论》
- 《机关后勤改革与发展10年》
- 《入世与政府改革》
- 《中国公共行政学》
- 《全国第四届行政哲学年会文集：行政发展观与行政管理体制改革》